# استقامة البصر
استقامة البصر أو اعتدال حركة العين أو اللاحولال أو التوازن الإبصاري أو اعتدال التوضع (بالإنجليزية: Orthophoria)‏ هي حالة من التثبيت والإبصار بالعينين يحدثُ فيها التقاء في خطوط الإبصار عندَ الكائن المُوجهة إليه، وتعتبر هي الحالة الطبيعية للتوازن في عضلات العين. الاحولال هي حالة تُعاكس استقامة البصر.